# Berliner Residenzorchester
Das Berliner Residenzorchester ist ein 2006 gegründetes und aus internationalen Musikern bestehendes Kammermusikorchester, das hauptsächlich im Rahmen der Berliner Residenzkonzerte auftritt. Seit 2018 ist Alexandra Rossmann musikalische Leiterin.

## Aktivitäten
Im Rahmen der Berliner Residenzkonzerte gab das Orchester bisher rund 2000 Aufführungen. Regelmäßiger Spielort ist die Große Orangerie des Schlosses Charlottenburg. Hier wurde insbesondere Repertoire des 17. und 18. Jahrhunderts gespielt. Weitere Auftritte finden im Neue Flügel des Schlosses statt. Anlässlich seines zehnjährigen Jubiläums trat das Ensemble 2016 im Berliner Dom und im Kammermusiksaal der Philharmonie Berlin auf.
Das Orchester realisiert CD- und DVD-Einspielungen. Kleinere Ensembles innerhalb des Orchesters entwerfen und präsentieren eigene Konzertprogramme. Das Berliner Residenzorchester unterhält eine Partnerschaft mit der Hochschule für Musik Hanns Eisler sowie der Universität der Künste in Berlin und setzt sich für die Nachwuchsförderung ein.

## Solisten
Solisten des Orchesters sind oder waren Alena Karmanova und Sara Gouzy (Sopran), Irina Nikolskaya (Mezzosopran), Ulf Dirk Mädler, Tadeusz Milewski, Denis Milo und Andrej Rostov (Bariton), sowie Georg Arssenij Bochow (Countertenor).